# Сокиринський архітектурно-парковий комплекс
Соки́ринський архітекту́рно-па́рковий ко́мплекс — палацово-парковий комплекс в Україні. Розташований у селі Сокиринці Срібнянського району Чернігівської області.

## Історія створення

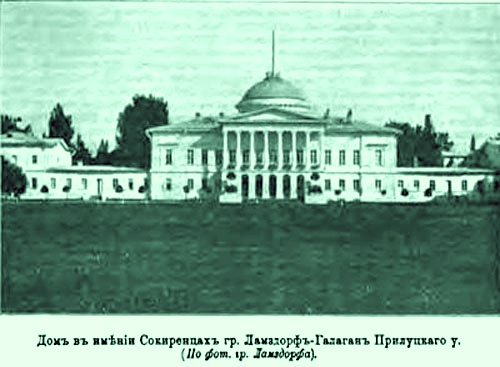
Будинок у маєтку графа Ламздорфа-Галагана, початок XX ст.

У 1823—1829 роках поміщик Павло Галаган спорудив у Сокиринцях за проєктом архітектора Павла Дубровського величний мурований палац на 60 кімнат у стилі ампір з високим декоративним куполом. Водночас садівник-австрієць Бістерфельд заклав навколо палацу великий ландшафтний парк з альтанками, церквою і каплицею, греблею і двома мостами. У палаці була велика мистецька галерея (вона стала основою для заснування Чернігівського художнього музею), унікальна коштовна колекція посуду і зброї. Тут діяв кріпацький театр і хор. Через це Сокиринці колись називали «українським Парнасом». Тут свого часу побувало чимало видатних людей. Відомо, що у Павла Галагана в Сокиринцях гостювали Пантелеймон Куліш, Михайло Костомаров та Тарас Шевченко.

## Палац
Палац мурований, двоповерховий, прямокутний у плані, з великим декоративним куполом у центрі. Головний фасад прикрашено восьмиколонним портиком іонічного ордера, поставленим на аркаду. Парковий фасад має шестиколонний портик, від якого на рівні парадних кімнат 2-го поверху відходить пандус, який розширюється до низу й плавно сполучається з парком. Обабіч наприкінці XIX століття встановлено дві мармурові копії античних скульптур та декоративні вази.
У будинку налічувалося 60 кімнат, які були сполучені між собою здебільшого за анфіладною системою.
Критими переходами палац поєднується з двоповерховими флігелями (загальна довжина палацу 105 м). Головний фасад орієнтовано у північно-східному напрямі, у бік парадного в'їзду, до якого веде широка алея завдовжки 400 м.
Палац, ворота з огорожею, алея із службовими флігелями обабіч неї утворюють парадну частину садиби. На півночі були господарські двори з приміщеннями для худоби, стайнею, сараями. У східному напрямі від палацу до села вела пряма алея, на якій були розташовані дві церкви та дзвіниця, котрі не збереглися до нашого часу. У парку є оранжерея — єдиний на Лівобережжі комплекс споруд цього типу, що зберігся, альтанка, місток.
1920 року в палаці розмістилась агрономічна школа, пізніше — Сокиринський сільськогосподарський технікум та СПТУ № 36. Тепер — Сокиринський професійний аграрний ліцей.

## Парк

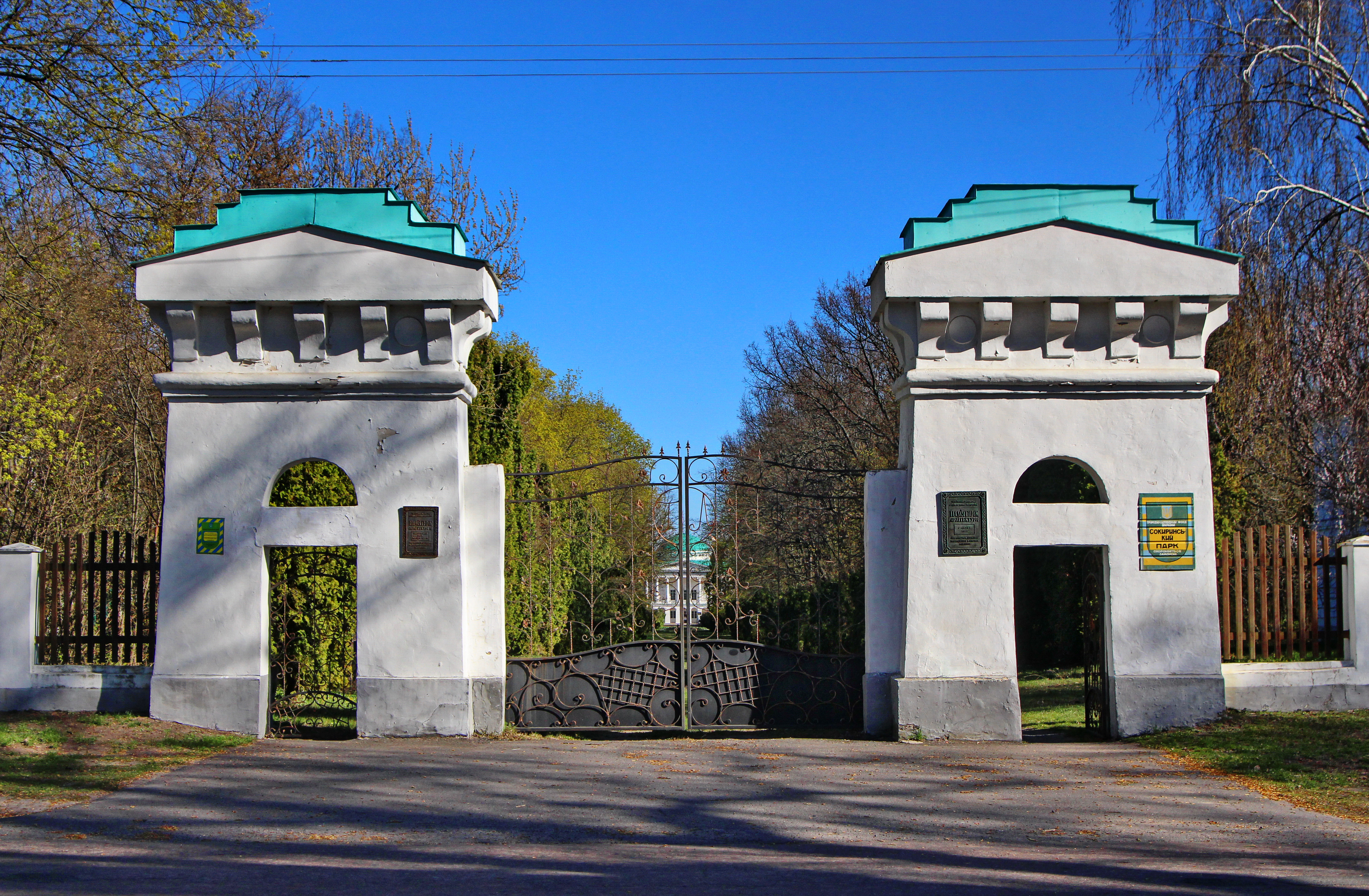
вхід до парку

Сокиринський парк — парк-пам'ятка садово-паркового мистецтва загальнодержавного значення (з 1972). Частина палацово-паркового комплексу.
Основою парку був ліс з віковими деревами. Нині до складу паркової рослинності входить близько 40 видів. Первісне планування створене у 1823—1825 роках садівником І. Є. Бістерфельдом за участю архітектора П. А. Дубровського. У 1826—1831 роках роботами керував Редель, з 1834 року — К. Христіані, наприкінці XIX — початку XX століття — К. Ф. Яничек. Площа природоохоронної території — 40 га.
Рослинність — дуб, береза, берест, липа, тополя біла, граб, клен гостролистий, модрина, ялина, сосна звичайна і чорна, каштан. З чагарників найбільше таволги. Збереглися сторічні платан, три одиниці східного буку. Шевченківський явір — найстаріше дерево парку/
Ландшафт доповнювали паркові споруди: дві альтанки (одна з них — ротонда; 1829, збереглася), церква із дзвіницею, каплиця (не збереглися), колодязь, гребля, містки (Красний та Готичний), скульптури. Головна алея, центральна галявина з мережею паркових доріг забезпечують зв'язок палацу з усіма ділянками території. На брівці насипної тераси, схили якої спадають до ставка, побудована кругла ротонда. Вона складається з восьми колон, їх покриває фриз і купол. До них ведуть 12 сходинок, обрамлених ступінчастими пілонами. У готичному стилі побудований місток через яр. Три стрімкі арки, з триярусними баштами, прикрашені тоненькими колонами і поясом зубців.
Композиційними складовими парку є ставок, викопаний по течії річки Утки, «Свята долина» — видовжена галявина з крутими схилами, порослими щільною деревною рослинністю.
Тепер територія парку частково забудована другорядними спорудами, окремі паркові дільниці засаджені регулярними лісомеліоративними насадженнями, що порушує структуру та об'ємно-просторову композицію парку.

## Музей Остапа Вересая

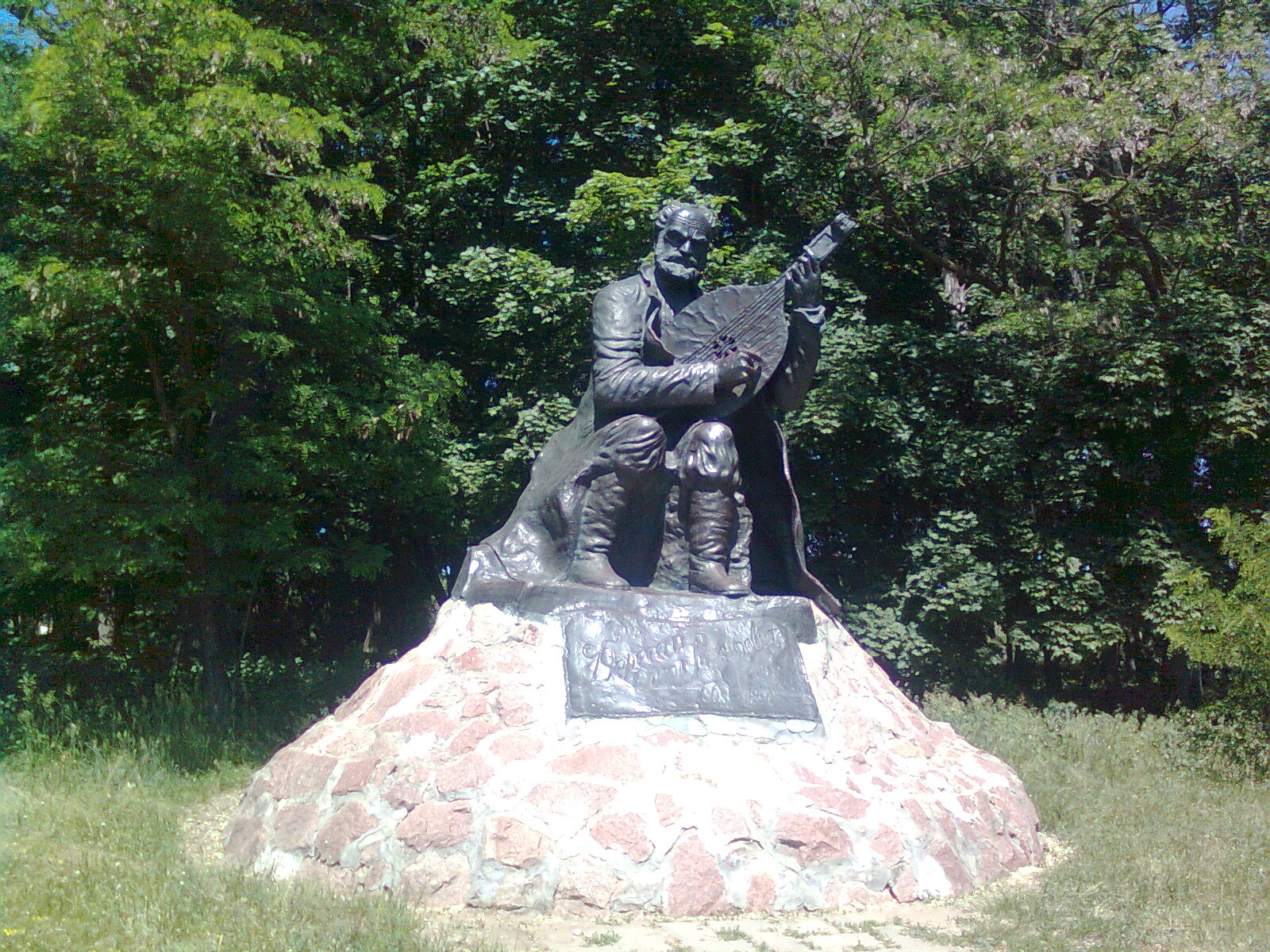
Пам'ятник Остапу Вересаю
2011

На знак великої народної любові до славного земляка у 1959 році до 150-річчя з дня народження кобзаря створено історико-етнографічну кімнату-музей. За роки роботи пошуковцями, що працювали при кімнаті-музеї, зібрано багато цікавих матеріалів, експонатів з життя як села Сокиринці, так і Остапа Вересая. Ці матеріали поповнили фонди, що дало змогу перереєструвати з часом кімнату-музей в історико-етнографічний музей при закладі освіти.
Експозиції музею знайомлять відвідувачів з різними періодами життя краю:
- знаряддя праці: прядка, гребінь, начиння, наконечники з металу для лопати, рало, ціп та інші;
- зразки національного одягу;
- фрагмент інтер'єру хати, як колиски української культури;
- матеріали історії дружби М. В. Лисенка і О. М. Вересая та поїздки кобзаря до Петербургу з концертом;
- фоторепродукції робіт російського художника Л. М. Жемчужникова, який перебував у Сокиринцях 1852—1856 роках, із зображенням О. М. Вересая;
- матеріал про сьогодення.

У 1971 році скульптор Микола Харченко, уродженець села Сокиринці, за графічним малюнком Лева Жемчужникова створив скульптуру Остапа Вересая, яка потім лягла в основу пам'ятника (висота 3,4 м), встановленого на території Сокиринського парку. 
На базі музею проводять масові заходи, зустрічі, зльоти, конференції, тематичні вечори, тощо.
|       |  |       |  |                 |  |      |  |
| Палац |  | Палац |  | Готичний місток |  | Парк |  |